# Polinices

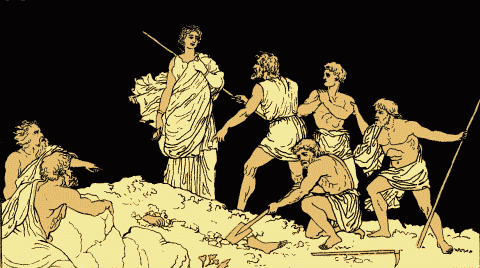
Antígona i el cadàver de Polinices.

Polinices (en grec antic: Πολυνείκης, 'Polineikes') va ser un heroi, fill d'Èdip i de Iocasta. De vegades se'l considera fill d'Eurigania, la segona esposa d'Èdip.
La rivalitat amb el seu germà Etèocles per garantir-se el poder a Tebes va impulsar la guerra dels set cabdills i l'expedició que Adrast va dirigir contra la ciutat. L'origen d'aquesta rivalitat era la triple maledicció que va caure sobre el seu pare. Èdip es va treure els ulls al descobrir que havia mort el seu pare Laios i havia comès incest amb la seva mare Jocasta, els seus fills, no van sentir cap pietat per ell, i el van insultar. Polinices, tot i que el seu pare l'hi havia prohibit, va servir-li la taula de plata i la copa d'or de Cadme, per burlar-se'n i recordar-li el seu origen i el seu crim. Quan Èdip se n'adonà, va maleir els dos fills, i els va predir que no podrien viure en pau entre ells, ni mentre fossin vius, ni després de morts. Més tard, durant un sacrifici, els germans van enviar al seu pare un os de la cuixa de la víctima, en comptes d'una porció de carn. Èdip, ple de còlera, va rebatre l'os per terra i va proferir una segona maledicció, predient que es matarien mútuament. La tercera maledicció la va pronunciar quan els seus fills el van tancar en un calabós fosc, per veure si oblidava el que havia fet, i es van negar a reverenciar-lo amb els honors adequats. Els va profetitzar que separarien la seva herència amb l'espasa. De manera més comprensible es deia que va maleir els seus fills perquè no van provar de salvar-lo quan Creont el va expulsar de Tebes.
Quan es van convertir en sobirans de Tebes, Etèocles i Polinices van acordar repartir-se el poder i ocupar per torns el tron. Etèocles va regnar primer, i al cap d'un any es va desdir de l'acord i va expulsar Polinices, que es va refugiar a Argos, a la cort d'Adrast, emportant-se amb ell el vestit i el collaret d'Harmonia. Polinices va arribar al palau en una nit de tempesta, coincidint amb Tideu, el fill d'Eneu, que havia escapat de Calidó. Els dos herois van combatre al pati del palau i el soroll va cridar l'atenció Adrast, que els va separar, els va allotjar i els va casar amb les seves dues filles. Polinices es va casar amb Argia, i Adrast es va comprometre a ajudar-lo a recuperar el seu reialme, i va organitzar l'expedició dels set Cabdills.
L'endeví Amfiarau, que sabia la sort que correria l'expedició, va intentar que Adrast canviés d'opinió. Polinices va preguntar al fill d'Alèctor, Ifis, què havia de fer per obligar Amfiarau a prendre part a la guerra contra Tebes. Ifis li va explicar que l'endeví estava obligat per un jurament a acceptar totes les decisions de la seva dona Erifile. Polinices li va oferir a ella el collaret d'Harmonia, perquè convencés el seu marit. Així es va poder organitzar l'expedició. Quan passaven per Nèmea, Polinices va guanyar el concurs de lluita en els Jocs Fúnebres organitzats en honor d'Arquemor, (els futurs Jocs Nemeus).
L'expedició no va arribar a bon fi: en la batalla decisiva Polinices es va enfrontar amb Etèocles i els dos germans es van matar l'un a l'altre. El cos de Polinices no va tenir sepultura per un decret de Creont fins que la seua germana Antígona es va atrevir a enterrar-lo.